# 927
927 (CMXXVII) var ett normalår som började en måndag i den julianska kalendern.

## Händelser

### Okänt datum
- Ekkehart av S:t Gallen nedskriver Waltharius (Waltarisången).

## Födda
- 21 mars – Song Taizu, kinesisk kejsare.
- Arcielda Candiano, venetiansk dogaressa.

## Avlidna
- 27 maj – Simeon I, tsar av Bulgarien sedan 893.